# BBL Transport
 (juin 2021).
Si vous disposez d'ouvrages ou d'articles de référence ou si vous connaissez des sites web de qualité traitant du thème abordé ici, merci de compléter l'article en donnant les références utiles à sa vérifiabilité et en les liant à la section « Notes et références ».
 (janvier 2024).
La mise en forme du texte ne suit pas les recommandations de Wikipédia : il faut le « wikifier ».
Les points d'amélioration suivants sont les cas les plus fréquents. Le détail des points à revoir est peut-être précisé sur la page de discussion.
- Les titres sont pré-formatés par le logiciel. Ils ne sont ni en capitales, ni en gras.
- Le texte ne doit pas être écrit en capitales (les noms de famille non plus), ni en gras, ni en italique, ni en « petit »…
- Le gras n'est utilisé que pour surligner le titre de l'article dans l'introduction, une seule fois.
- L'italique est rarement utilisé : mots en langue étrangère, titres d'œuvres, noms de bateaux, etc.
- Les citations ne sont pas en italique mais en corps de texte normal. Elles sont entourées par des guillemets français : « et ».
- Les listes à puces sont à éviter, des paragraphes rédigés étant largement préférés. Les tableaux sont à réserver à la présentation de données structurées (résultats, etc.).
- Les appels de note de bas de page (petits chiffres en exposant, introduits par l'outil «  Source ») sont à placer entre la fin de phrase et le point final[comme ça].
- Les liens internes (vers d'autres articles de Wikipédia) sont à choisir avec parcimonie. Créez des liens vers des articles approfondissant le sujet. Les termes génériques sans rapport avec le sujet sont à éviter, ainsi que les répétitions de liens vers un même terme.
- Les liens externes sont à placer uniquement dans une section « Liens externes », à la fin de l'article. Ces liens sont à choisir avec parcimonie suivant les règles définies. Si un lien sert de source à l'article, son insertion dans le texte est à faire par les notes de bas de page.
- La présentation des références doit suivre les conventions bibliographiques. Il est recommandé d'utiliser les modèles {{Ouvrage}}, {{Chapitre}}, {{Article}}, {{Lien web}} et/ou {{Bibliographie}}. Le mode d'édition visuel peut mettre en forme automatiquement les références.
- Insérer une infobox (cadre d'informations à droite) n'est pas obligatoire pour parachever la mise en page.

Pour une aide détaillée, merci de consulter Aide:Wikification.
Si vous pensez que ces points ont été résolus, vous pouvez retirer ce bandeau et améliorer la mise en forme d'un autre article.
Le groupe BBL Transport, est une entreprise de transport international de fret, spécialisée sur l'Europe de l'Est, l'Asie centrale et le Moyen-Orient. Fondé en 1997 par Kaci Kébaïli, la société propose des prestations de transport routier, maritime, fluvial, aérien , ainsi que la gestion des opérations logistiques et des formalités douanières.

## Histoire
Responsable du service « Europe de l'Est » chez l'un des principaux acteurs français du transport de marchandises, Kaci Kébaïli crée la structure, en janvier 1997. Exclusivement orientée sur la desserte des pays de l'ex-bloc soviétique, ainsi que sur la Turquie, l'entreprise fraîchement constituée a connu une croissance continue jusqu'à aujourd'hui. La première agence du groupe est créée à Istanbul en septembre 2001. Cette installation visait à doter BBL Transport d'un réseau multimodal intégré et d'un réseau d'agences à l'international.
En 2002, la Holding BBL Invest, déjà détentrice de 51 % du capital de l'entreprise, rachète les 49 % restants et devient actionnaire unique.
En 2005, le groupe BBL fait l'acquisition de la société lyonnaise ALL TRANSPORTS, spécialiste de l'Europe du Sud. Cette opération permet au groupe d'améliorer sa couverture géographique, de compter 130 collaborateurs et de couvrir 30 pays européens, du Portugal à la Russie, et l'Estonie à la Turquie. La gamme de produits proposés s'étend du groupage en lignes régulières, sur toutes ses destinations, jusqu'à l'affrètement de charges complètes.[réf. nécessaire]
En 2006, BBL Transport rachète le groupe DMS-VIAMAR, dont le siège social est à Marseille. BBL multiplie ainsi ses implantations sur les marchés français et belge. Outre une meilleure couverture du territoire, cette acquisition va permettre à BBL Transport de renforcer ses activités maritimes (filiales au Havre, Lille, Marseille et Anvers).[réf. nécessaire]
En 2011, le groupe BBL acquiert l'ensemble Charpiot / Bellereaux. Ce rachat du spécialiste du transport et de la commission en douane entre la France et la Suisse (opérant sur ces flux depuis 1920) permet au groupe de renforcer sa couverture du territoire français, de prendre pied en Suisse et de garnir son parc de véhicules en propre.[réf. nécessaire]
2012 BBL fait l'acquisition de la société CF Transit qui sera ensuite renommée BBL CARGO. Par cet achat, BBL s'affirme pour la première fois sur le marché Overseas dans le monde du transport.[réf. nécessaire]
En 2014, la société Belge l'Ideal rejoint les rangs de BBL offrant une nouvelle filiale hors France et une expertise douanière plus poussée avec leur présence sur le port d'Anvers.[réf. nécessaire]
En 2015, Marichal Logistics, la société de Logistique de Transport spécialisée dans les groupages au Maroc et en Europe du Sud vient rejoindre la fédération BBL. Marichal Logistics est présent en Île-de-France et en région Parisienne
L'année 2016 marque une nouvelle acquisition pour le Groupe BBL : La société CHARVIN Logistics
TIFE (Transport Île-de-France Europe) vient renforcer l'expertise BBL en 2017 permettant au groupe d'endosser le rôle de transporteur de frêt sensible[réf. nécessaire]
En 2018, le Groupe BBL crée 2 nouvelles filiales : BBL Dublin et BBL Moscou
En 2019 SAT se rapproche du Groupe BBL et vient compléter les flux de transport France-Suisse et Suisse-France de Charpiot. Dans cette même année, GALAX, spécialistes du Transport Overseas rejoint le Groupe BBL. Avec une implantation dans plus de 150 pays, l'acquisition de GALAX apporte à BBL une présence internationale sur tous les continents.
2020 marque l'acquisition de TMS et la création d'une nouvelle filiale BBL à Almaty (Kazakhstan)
En 2021, BBL acquiert la société portugaise Lusocargo augmentant le Chiffre d'Affaires de BBL de plus de 100 millions d'euros.

## Organisation
Aujourd'hui, le groupe compte près de 1000 collaborateurs, répartis dans plus de 50 agences du groupe.
Les sièges sociaux de « BBL Transport » et « BBL Shipping » sont établis à Bussy Saint-Georges (Seine-et-Marne). « BBL Cargo » se situe à Roissy Charles de Gaulle (Val-d'Oise).
Ceux de Charpiot et Bellereaux sont à Delle (Territoire de Belfort) et celui de Art Services Transport est à Paris.
Le Siège social de BBL Services est établi à Saint-Quentin Fallavier en Isère, 38070